# Велике підкорення моря
«Велике підкорення моря» (яп. 舟を編む, Fune o Amu) — це японський фільм 2013 року режисера Юя Ішії з Рюхеєм Мацудою у ролі редактора словників. Знято за мотивами популярного роману Сіона Міури. Фільм здобув кілька нагород, до яких зокрема входить Премія Японської кіноакадемії за картину року та кілька інших номінацій. Стрічка висувалася від Японії на найкращий іншомовний фільм на 86ий Оскар, але не потрапила до номінації.

## Сюжет
Міцуя Мадзіме (Рюхей Мацуда) — невдалий мерчендайзер. Але його любов до читання та відданість, а також ступінь магістра в лінгвістиці привертає увагу Масасі Нісіоки (Джо Одаґірі) та Кохея Аракі (Каору Кобаясі), редакторів словників, які шукають заміну самому Аракі, оскільки його дружина хвора і він хоче проводити більше з нею часу.
Мадзіме долучається до редакторського колективу, який планує створити новий словник — «Дайтокай» («Велике підкорення моря»/大渡海), котрий стане мостом між людьми і морем зі слів — та на завершення якого знадобляться роки.
У себе вдома, у пансіоні «Со-Ун-Со», Мадзіме зустрічає Каґую Хаясі (Аой Міядзакі), онуку власниці пансіону, яка щойно повернулася з кулінарного коледжу. Він приголомшений її красою. Дізнавшись про це, головний редактор Мацумото (Ґо Като) просить Мадзіме написати тлумачення для слова «Любов».

## У ролях
- Рюхей Мацуда: Міцуя Мадзіме
- Аой Міядзакі: Каґуя Хаясі
- Джо Одаґірі: Масасі Нісіока
- Каору Кобаясі: Кохей Аракі
- Ґо Като: Томоске Мацумото
- Хару Курокі: Мідорі Кісібе
- Місако Ватанабе: Таке
- Чідзуру Ікевакі: Ремі Мійосі
- Сінґо Цурумі: Муракосі
- Хіроко Ісаяма: Каору Сасакі
- Каору Ячіґуса: Чіе Мацумото
- Кадзукі Наміока: Редактор
- Куміко Асо: актриса

## Сприйняття

### Відгуки критиків
«Велике підкорення моря» отримало багато схвальних відгуків від критиків. Йвонне Те із «Ранкових вістей Південного Китаю» дала фільму 4,5 із 5 зірок. Джеймс Гадфілд із «Тайм-аут Токіо» поставив фільму 4 з 5 зірок зі словами: «Оповідь Юї Ісіі про закоханого творця словників зачаровує своєю щирістю». Марк Адамс зі «Скрін Інтернешенл» пише, що «фільм віддає ніжну — і навіть старомодну — дань світу слів та словників, не забуваючи про місце для лагідної та повільної романтики, яку рідко побачиш в сучасних історіях». Ґарі Ґолдштайн із «Лос-Анджелес Таймз» написав схвальну рецензію, зазначаючи, що «саме сила слів, що освітлює і пов'язує нас, залишається незмінною і дозволяє зайняти цьому чарівному фільму особливе місце на полиці».

### Нагороди
| Нагороди                      | Нагороди          | Нагороди                       | Нагороди          | Нагороди  |
| Нагорода                      | Дата церемонії    | Категорія                      | Номінанти         | Результат |
| ----------------------------- | ----------------- | ------------------------------ | ----------------- | --------- |
| Кінопремія «Блакитна стрічка» | Лютий11, 2014     | Найкращий фільм                |                   | Номінант  |
| Кінопремія «Блакитна стрічка» | Лютий11, 2014     | Найкращий режисер              | Юя Ісіі           | Номінант  |
| Кінопремія «Блакитна стрічка» | Лютий11, 2014     | Найкращий актор                | Рюхей Мацуда      | Номінант  |
| Кінопремія «Блакитна стрічка» | Лютий11, 2014     | Найкращий актор другого плану  | Джо Одаґірі       | Номінант  |
| Кінопремія «Блакитна стрічка» | Лютий11, 2014     | Найкраща актриса другого плану | Хару Курокі       | Номінант  |
| Кінопремія «Блакитна стрічка» | Лютий11, 2014     | Найкращий нови актор           | Хару Курокі       | Перемога  |
| Кінопремія Хочі               | Грудень, 18, 2013 | Найкращий фільм                |                   | Перемога  |
| Кінопремія Хочі               | Грудень, 18, 2013 | Найкращий актор                | Рюхей Мацуда      | Перемога  |
| Кінопремія Хочі               | Грудень, 18, 2013 | Найкраща актриса другого плану | Чідзуру Ікевакі   | Перемога  |
| Премія Японської кіноакадемії | Березень 7, 2014  | Найкращий фільм                |                   | Перемога  |
| Премія Японської кіноакадемії | Березень 7, 2014  | Найкращий режисер              | Юя Ісіі           | Перемога  |
| Премія Японської кіноакадемії | Березень 7, 2014  | Найкращий сценарій             | Кунсаку Ватанабе  | Перемога  |
| Премія Японської кіноакадемії | Березень 7, 2014  | Найкращий актор                | Рюхей Мацуда      | Перемога  |
| Премія Японської кіноакадемії | Березень 7, 2014  | Найкраща актриса               | Аой Міядзакі      | Номінант  |
| Премія Японської кіноакадемії | Березень 7, 2014  | Найкращий актор другого плану  | Джо Одаґірі       | Номінант  |
| Премія Японської кіноакадемії | Березень 7, 2014  | Найкраща музика                | Такасі Ватанабе   | Номінант  |
| Премія Японської кіноакадемії | Березень 7, 2014  | Найкращий кінозйомка           | Дзюнічі Фудзісава | Номінант  |
| Премія Японської кіноакадемії | Березень 7, 2014  | Найкраще освітлення            | Тацуя Осада       | Номінант  |
| Премія Японської кіноакадемії | Березень 7, 2014  | Найкращі декорації             | Міцуо Харада      | Номінант  |
| Премія Японської кіноакадемії | Березень 7, 2014  | Найкращий запис звуку          | Hirokazu Katou    | Перемога  |
| Премія Японської кіноакадемії | Березень 7, 2014  | Найкращий монтаж               | Дзюнічі Фусіма    | Перемога  |
| Премія Японської кіноакадемії | Березень 7, 2014  | Найкращий новачок              | Хару Курокі       | Номінант  |
| Кінопремія «Майніті»          | Січень, 2014      | Найкращий фільм                |                   | Перемога  |
| Кінопремія «Майніті»          | Січень, 2014      | Найкращий режисер              | Юя Ісіі           | Перемога  |
| Кінопремія «Майніті»          | Січень, 2014      | Найкращий актор                | Рюхей Мацуда      | Перемога  |
| Кінопремія «Майніті»          | Січень, 2014      | Найкраща художня постановка    |                   | Перемога  |